# 細野哲平
細野 哲平（ほその てっぺい、1986年6月20日 - ）は、日本のお笑いタレント、俳優、振付師、催眠術師。埼玉県出身。吉本興業所属。お笑いコンビ・ありがとうのメンバー。相方は「ぁみ」（網本 陽介）。立ち位置は右。身長182cm。血液型はO型。

## 略歴・人物
- 2005年お笑いコンビメンタルエイジを結成。2007年末に解散。
- 2008年1月にぁみ(現相方)のコンビに加入する形でお笑いトリオ「ありがとう」を結成。
- 2010年4月21日に1人が脱退し、残ったぁみと細野で2010年6月よりコンビ「ありがとう」となる。
- 吉本興業によるプロデュースのステージユニット、L.A.F.U.に所属。
- K-POPカバーダンスユニット「マッコリーズ」に所属。
- トレンディエンジェル斎藤率いる　「ichi Kis-My-Ft PE!」に所属。
- 特技はダンス、お芝居、催眠術。

## 出演
- あらびき団(TBS)
- 笑う妖精
- スター姫さがし太郎(テレビ東京)　L.A.F.U.として
- 爆笑そっくりものまね紅白歌合戦スペシャル(フジテレビ)　L.A.F.Uとして
- ウチのガヤがすみません!(日本テレビ)
- NON STYLE のココドコ！(AbemaTV)
- 虹コンの草生えるテレビ(kawaiianTV スカパー!)
- マジカル・パンチラインのマジカルテレビ
- よしもとオンライン
- L.A.F.U.CHANNEL(ニコニコ生放送)L.A.F.U.として
- オーイシ×加藤のピザラジオ(YouTube)
- スピードワゴンの月曜The NIGHT（2019年12月19日、AbemaTV)
- 天竺鼠のNANBAかっ　#31

## 舞台・ライブ
- AGE AGE LIVE
- シチサンLIVE
- ヨシモト∞2部 誰なんだ芸人グランプリ
- TEPPEN
- なんばグランド花月
- ヨシモト∞ホール
- ルミネtheヨシモト
- 浅草花月
- TSUTAYA O-EAST
- ありがとう細野のふしぎなじかん
- TEAM空想笑年　第八回公演「SANTA」